# Fontaine de la Terrine

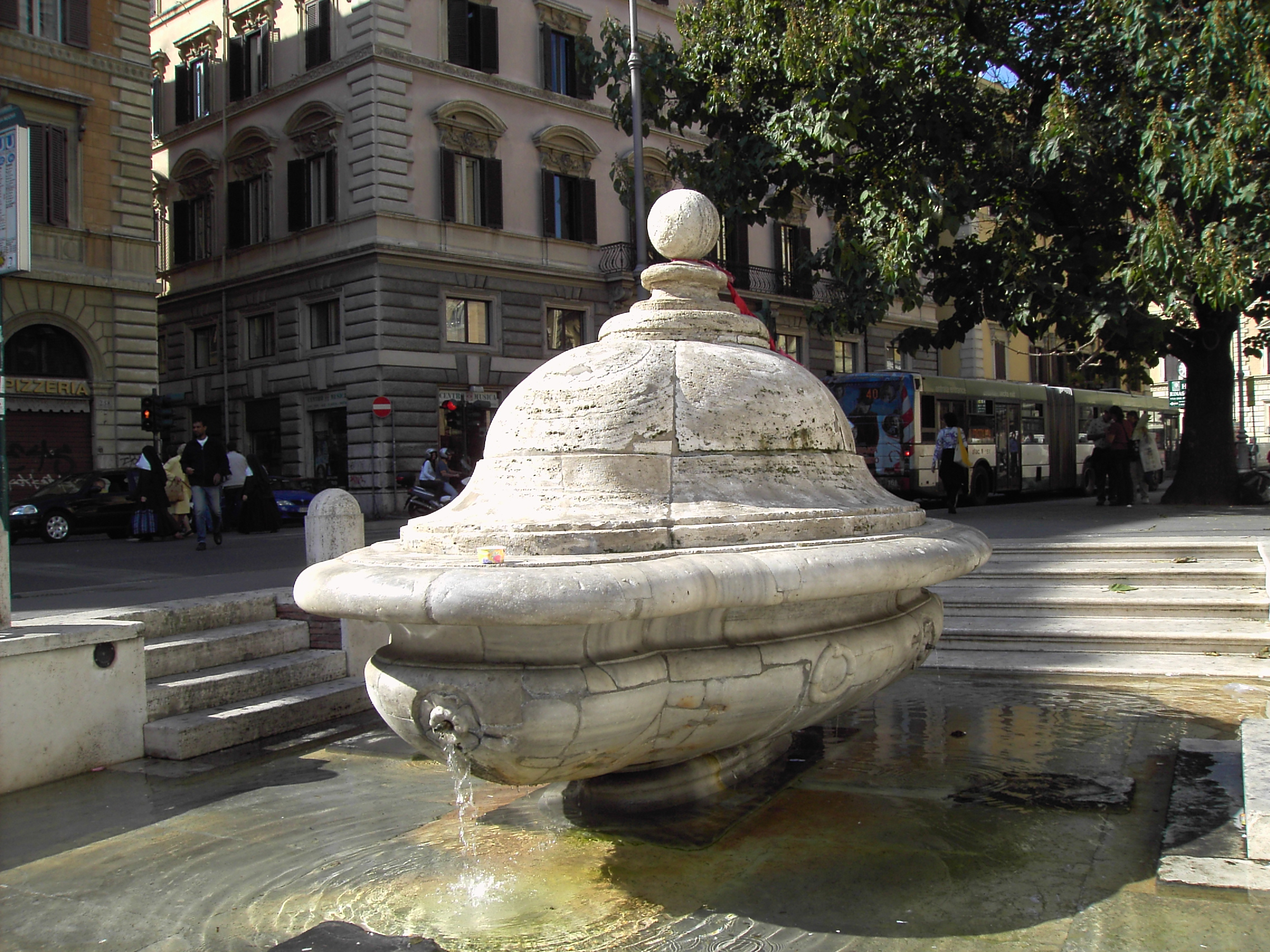
La Fontana della Terrina, à son emplacement actuel

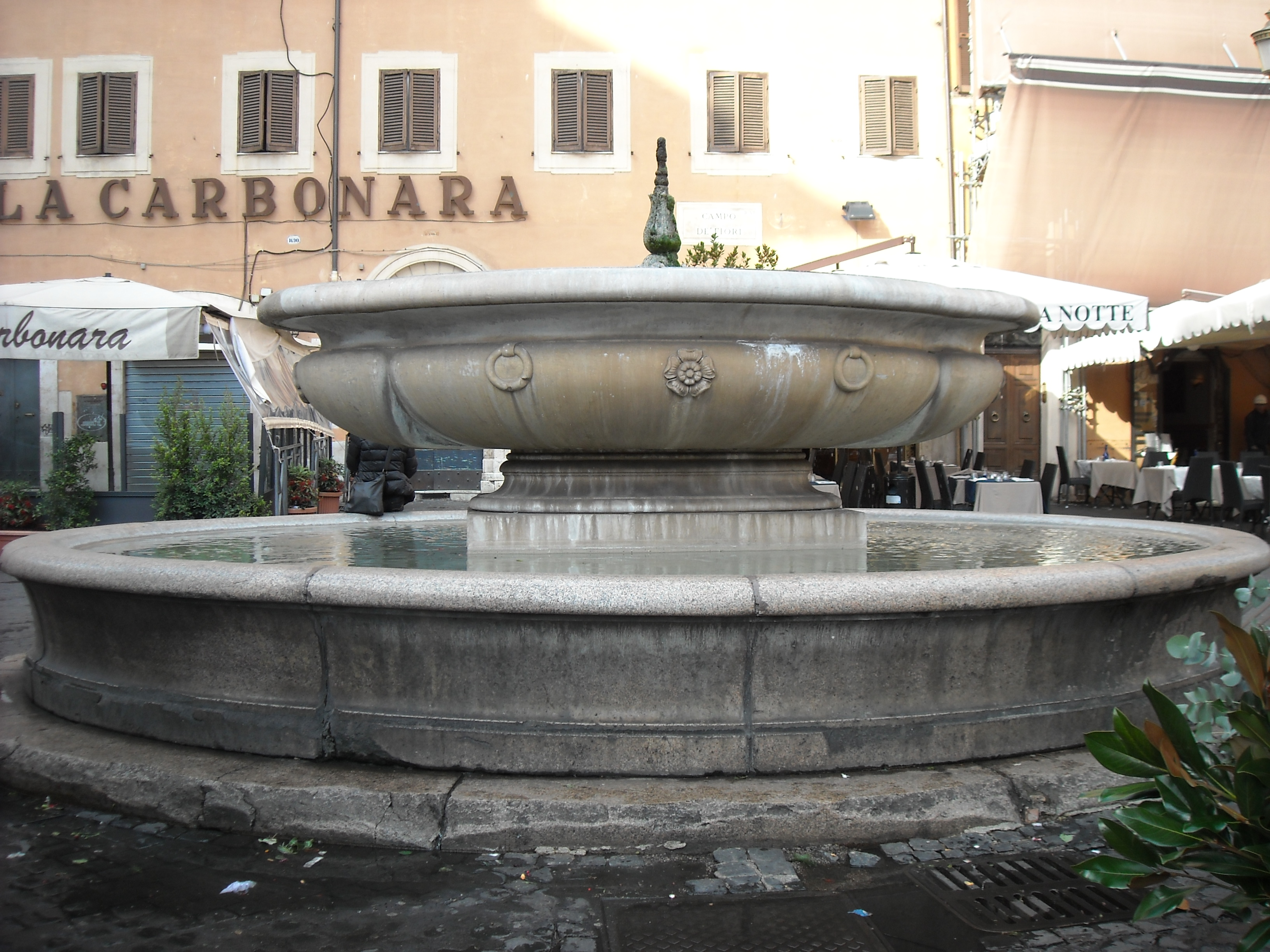
La copie moderne de la fontaine d'origine, sur la place Campo de' Fiori

La Fontana della Terrina (mais le nom ne lui a été attribué que plusieurs années après sa construction) est une fontaine romaine située actuellement sur la Piazza della Chiesa Nuova dans le quartier de Parione. La fontaine, jusqu'en 1899, était située au centre de la Piazza Campo de' Fiori, où se trouve aujourd'hui le monument à Giordano Bruno. Restée dans les entrepôts municipaux pendant un quart de siècle, c'est en 1924 qu'elle a été déplacée à son emplacement actuel. 

## Histoire
Immédiatement après la restauration de l'aqueduc Aqua Virgo, achevée en 1570, les travaux ont commencé pour une ramification souterraine secondaire du conduit, afin d'atteindre la zone de l'ancien Campo Marzio, parmi les zones les plus peuplées de Rome, et par conséquent, la construction d'un certain nombre de fontaines était également prévue. Après quelques fontaines importantes, commandées par le pape Grégoire XIII (décédé avant de les voir construites), Giacomo Della Porta a conçu et réalisé en dernier, en 1590, également celle de la Piazza Campo de' Fiori. 
Elle se composait d'un bassin ovale extérieur placé, en raison de la faible pression de l'eau, en dessous du niveau de la rue (accessible par deux volées de quatre marches) contenant un autre élégant bassin de forme ovale en marbre blanc, avec un profil arrondi et avec le bord évasé, sur les côtés duquel deux poignées  et une rose centrale sculptées. L'eau était jetée dans la vasque externe par quatre dauphins en bronze placés sur les bords du bassin le plus intérieur, ces mêmes dauphins qui, quelques années plus tôt, avaient été conçus pour la fontaine de la Piazza Mattei (appelée plus tard "des Tortues") mais jamais mis en place. 
Même alors, comme aujourd'hui, la Piazza Campo de' Fiori abritait un marché populaire, en particulier de légumes et de fleurs (d'où le toponyme) et, malgré les édits, les interdictions, les sanctions et même les châtiments corporels, on continuait à jeter les déchets et les restes du marché à l'intérieur de la fontaine, en l'utilisant comme s'il s'agissait d'une poubelle. Ce n'est qu'en 1622 qu'il a été possible de mettre fin à la destruction avec une disposition sans aucun doute originale: les dauphins ont été enlevés (qui, depuis, ont été perdus) et un couvercle en travertin a été placé sur la vasque interne, avec un grand "bouton" central, qui a fait prendre à la fontaine à l'apparence d'une gigantesque "soupière" (une "terrine", en fait). L'écoulement de l'eau a été assuré en perçant le centre des roses placées sur les côtés de la vasque. 
Le sculpteur inconnu qui a créé le couvercle a placé une inscription circulaire à la base du bouton: «AIMEZ DIEU ET NE MANQUEZ PAS. FAITES LE BIEN ET LAISSEZ DIRE. MDCXXII ». 
En 1899, la fontaine fut enlevée pour faire place au monument à Giordano Bruno, et resta quelques années dans un entrepôt municipal. En 1924, il a été décidé d'équiper à nouveau la place de sa fontaine, mais pour des raisons inconnues, on a préféré y placer une copie, au lieu de l'original, sans couvercle. La "terrine" d'origine a été récupérée des entrepôts et positionnée là où elle se trouve toujours, en face de la Chiesa Nuova, insérée dans une sorte de bassin carré plus bas que le niveau de la rue, également ici en raison de la pression d'eau limitée. 

## Articles associés
- Fontaines de Rome
- Campo de' Fiori
- Piazza della Chiesa Nuova